# Sammlung von Entscheidungen des Bayerischen Verwaltungsgerichtshofs und des Bayerischen Verfassungsgerichtshofs
Die Sammlung von Entscheidungen des Bayerischen Verwaltungsgerichtshofs und des Bayerischen Verfassungsgerichtshofs ist eine Zusammenstellung von rechtskräftigen Entscheidungen des Bayerischen Verwaltungsgerichtshofs (I. Teil) und des Bayerischen Verfassungsgerichtshofs (II. Teil), die traditionell in einem gemeinsamen Jahresband erscheinen.
In der Vergangenheit wurden verschiedentlich auch Entscheidungen weiterer bayerischer Gerichtshöfe in die Sammlung aufgenommen, um die der Gesamttitel entsprechend ergänzt worden war. Dies war zuletzt 1995 mit den Entscheidungen des Bayerischen Dienstgerichtshofs für Richter der Fall.
Beide Teile der Sammlung sind jeweils mit einem nach der zeitlichen Reihenfolge der Entscheidungen gerichteten Verzeichnis einschließlich Aktenzeichen, mit einem Stichwortverzeichnis sowie mit einem Gesetzesverzeichnis ausgestattet.
Die Entscheidungssammlung wird vom Bayerischen Verwaltungsgerichtshof herausgegeben und über den Verlag J. Schweitzer in München als Kommissionsverlag publiziert.
Als Zitierweise wird für den I. Teil die Reihenfolge „Abkürzung, alte oder neue Folge der Sammlung, Band, Seitenzahl“ vorgegeben – beispielsweise „VGH n.F. 62, 229“ (= Bayerischer Verwaltungsgerichtshof, neue Folge, Band 62, Seite 229).
Für den II. Teil entfällt bei der Zitation die Angabe zur alten oder neuen Folge – beispielsweise „VerfGH 62, 113“ (= Bayerischer Verfassungsgerichtshof, Band 62, Seite 113).